# فهم اللغات الطبيعية

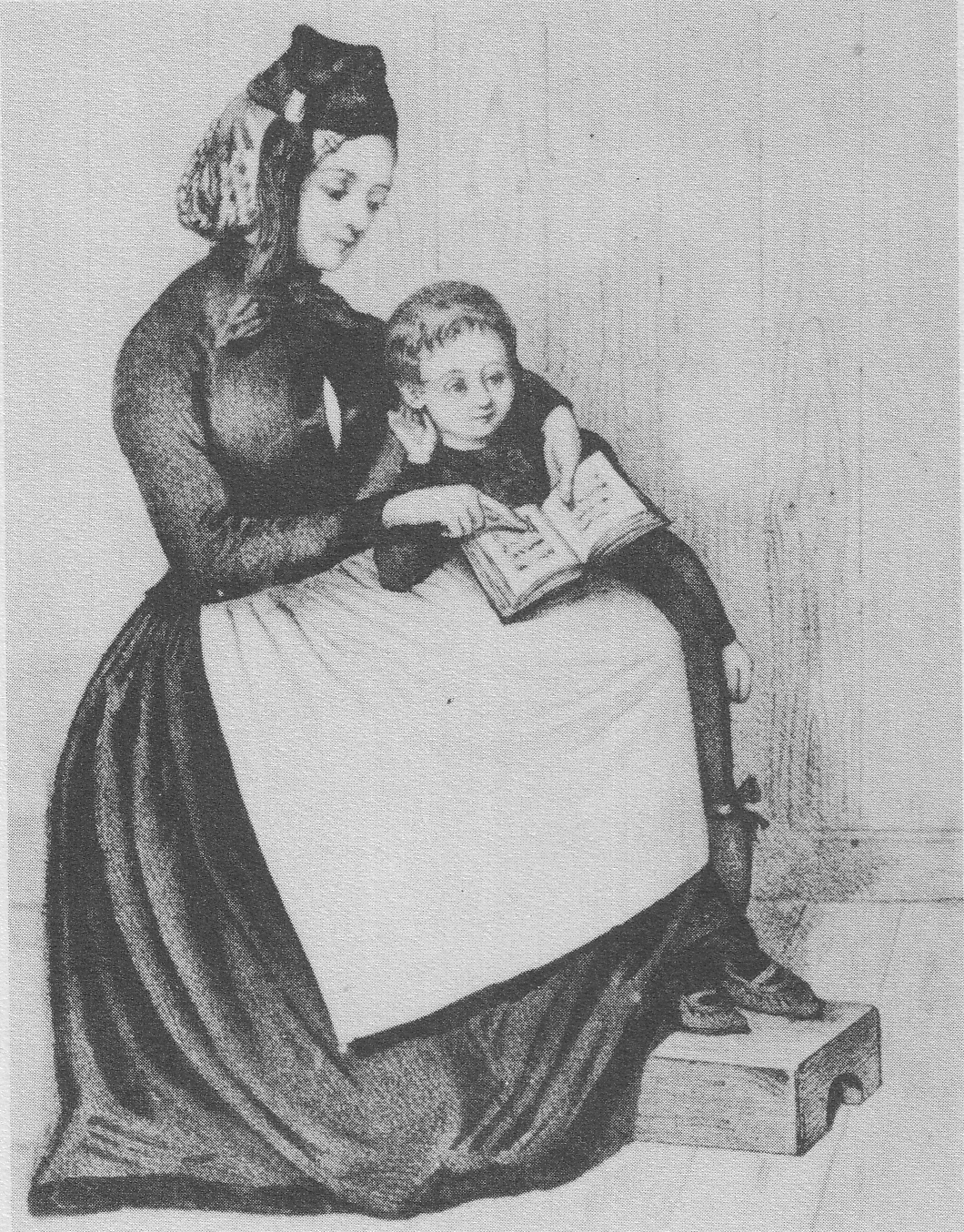

فهم اللغات الطبيعية (بالإنجليزية: Natural language understanding)‏ هو موضوع فرعي لمعالجة اللغة الطبيعية واللسانيات الحاسوبية في مجال الذكاء الاصطناعي الذي يتعامل مع تحليل النصوص.
تعتبر عملية تحليل المدخلات (صوتي-صرفي-نحوي-دلالي) أكثر تعقيدا من توليد اللغة الطبيعية بسبب الغموض وغياب التشكيل. وهي تتطلب تحديد السمات المتعلقة بكل مستوي لغوي.
وثمة اهتمام تجاري كبير بهذا المجال سواء من متحدثي اللغة تفسها أو كلغة أجنبية أو ثانية نظرا لأهمية تطبيقات معالجة اللغات الطبيعية في البحث في الأخبار، وتصنيف النصوص والارشفة وتحليل المحتوى على نطق واسعة.

## تاريخ فهم اللغات الطبيعية
لقد كان برنامج استيودنت (STUDENT) الذي كتب في عام 1964 بواسطة دانيل بوبرو لأطروحة الدكتوراه في معهد ماساتشوستس للتكنولوجيا واحدة من المحاولات المبكرة المعروفة في فهم اللغة الطبيعية عن طريق الكمبيوتر. بعد ثماني سنوات من صياغة جون مكارثي لمصطلح الذكاء الاصطناعي، أظهرت أطروحة بوبرو (تحت عنوان اللغة الطبيعية كمدخل لنظام حل المشكلات بالحاسب الآلي) كيف يمكن للكمبيوتر أن يفهم لغة طبيعية بسيطة لحل المشاكل الكلامية في الجبر.